# Igreja da Ordem Terceira do Carmo (Salvador)
A Igreja da Ordem Terceira do Carmo de Salvador, construída entre 1788 e 1860, fica ao lado da igreja da ordem primeira, na Ladeira do Carmo, no centro histórico de Salvador. Os acabamentos se estenderam até 1900. Foi erguida, segundo as atas históricas da Ordem Terceira do Carmo de Salvador, logo após o incêndio que, na Semana Santa de 1787, destruiu completamente o templo anterior, salvando-se apenas a imagem do Cristo Morto, que se encontrava, na ocasião, na Igreja da Ordem Primeira do Carmo. O templo atual é dotado de estilo barroco, com detalhes góticos.
Nessa igreja, normalmente em todo primeiro domingo do mês, os irmãos terceiros realizam suas missas celebradas por um sacerdote pertencente à Ordem Primeira, bem como suas reuniões da mesa administrativa, presididas pelo prior eleito por um período de dois anos.
Nela se encontra a imagem em cedro do Senhor Morto, com duas mil pedras de rubi, esculpida em 1730 pelo escravizado Francisco das Chagas, considerado o "Aleijadinho baiano".
Suas escadarias são tradicionalmente usadas para fotografia de formandos universitários.